# Tordo-de-são-tomé
O tordo-de-são-tomé (Turdus olivaceofuscus) é uma espécie de pássaro da família Turdidae. É endémica de São Tomé. As aves de Príncipe são agora consideradas uma espécie separada, o Tordo-do-Príncipe (Turdus xanthorhynchus).
O seu habitat natural é subtropical ou tropical húmidas de planície e florestas subtropicais ou tropicais úmidas florestas montanas. Ele está ameaçado pela perda de habitat.